# Vosmaeropsis japonica
Vosmaeropsis japonica är en svampdjursart som beskrevs av Hozawa 1929. Vosmaeropsis japonica ingår i släktet Vosmaeropsis och familjen Heteropiidae.
Artens utbredningsområde är havet kring Japan. Inga underarter finns listade i Catalogue of Life.